# Mont-Saint-Vincent
Mont-Saint-Vincent è un comune francese di 342 abitanti situato nel dipartimento della Saona e Loira nella regione della Borgogna-Franca Contea.

## Società

### Evoluzione demografica
Abitanti censiti